# Rogati Hrib
Rogati Hrib je naselje v občini Kočevje.